# Șîroke, Vilneansk
Șîroke (în ucraineană Широке) este un sat în comuna Maksîmivka din raionul Vilneansk, regiunea Zaporijjea, Ucraina.

## Demografie
Componența lingvistică a localității Șîroke
     Ucraineană (89,62%)
     Rusă (10,11%)
Conform recensământului din 2001, majoritatea populației localității Șîroke era vorbitoare de ucraineană (89,62%), existând în minoritate și vorbitori de rusă (10,11%).